# 松川車站 (日本)
松川車站（日语：／ Matsukawa eki */?）是一由東日本旅客鐵道（JR東日本）與日本貨物鐵道（JR貨物）所共用的鐵路車站，位於日本福島縣福島市松川町字原9番地，是東北本線沿線的車站之一。松川車站是一個由JR東日本委託子公司東北綜合服務（東北総合サービス）經營的業務委託車站，實際站務管理單位為福島車站，也是仙台分社下轄的車站之一。
除了客運業務以外，JR貨物也在松川設有貨運車站，目前松川車站僅作為車扱貨物（公路貨運）的臨時收發用途，並無定期貨運列車的發迄。但是由於松川設有連往北芝電機天王原工廠的專用線，因此有時會有輸送大型變壓設備的大型平車（大物車）自松川這裡發迄。

## 車站結構
2面3線的地面車站。站內東側為島式月台1面2線（1、2號月台）、西側為側式月台1面1線（3號月台）。

### 月台配置
| 月台 | 路線      | 方向 | 目的地   | 備註     |
| ---- | --------- | ---- | -------- | -------- |
| 1    | ■東北本線 | 上行 | 郡山方向 |          |
| 2    | ■東北本線 | 上行 | 郡山方向 | 部分列車 |
| 2    | ■東北本線 | 下行 | 福島方向 | 此站始發 |
| 3    | ■東北本線 | 下行 | 福島方向 |          |

## 相鄰車站
東日本旅客鐵道
■東北本線
安達－松川－金谷川

## 外部連結
- （日語）松川車站（JR東日本） （页面存档备份，存于）